# Tutuila
Tutuila – wyspa w archipelagu Samoa w Polinezji. Największa wyspa Terytorium Samoa Amerykańskiego.
Z racji na niewielką odległość od Linii Zmiany Daty Tutuila jest ostatnią zamieszkałą wyspą wchodzącą w każdy Nowy Rok. Sylwestrowa północ wybija tam o godzinie 12:00, 1 stycznia czasu polskiego, obchodzi nowy rok 25 godzin po wyspach Kiribati, które rozpoczynają nowy rok jako pierwsze na świecie.

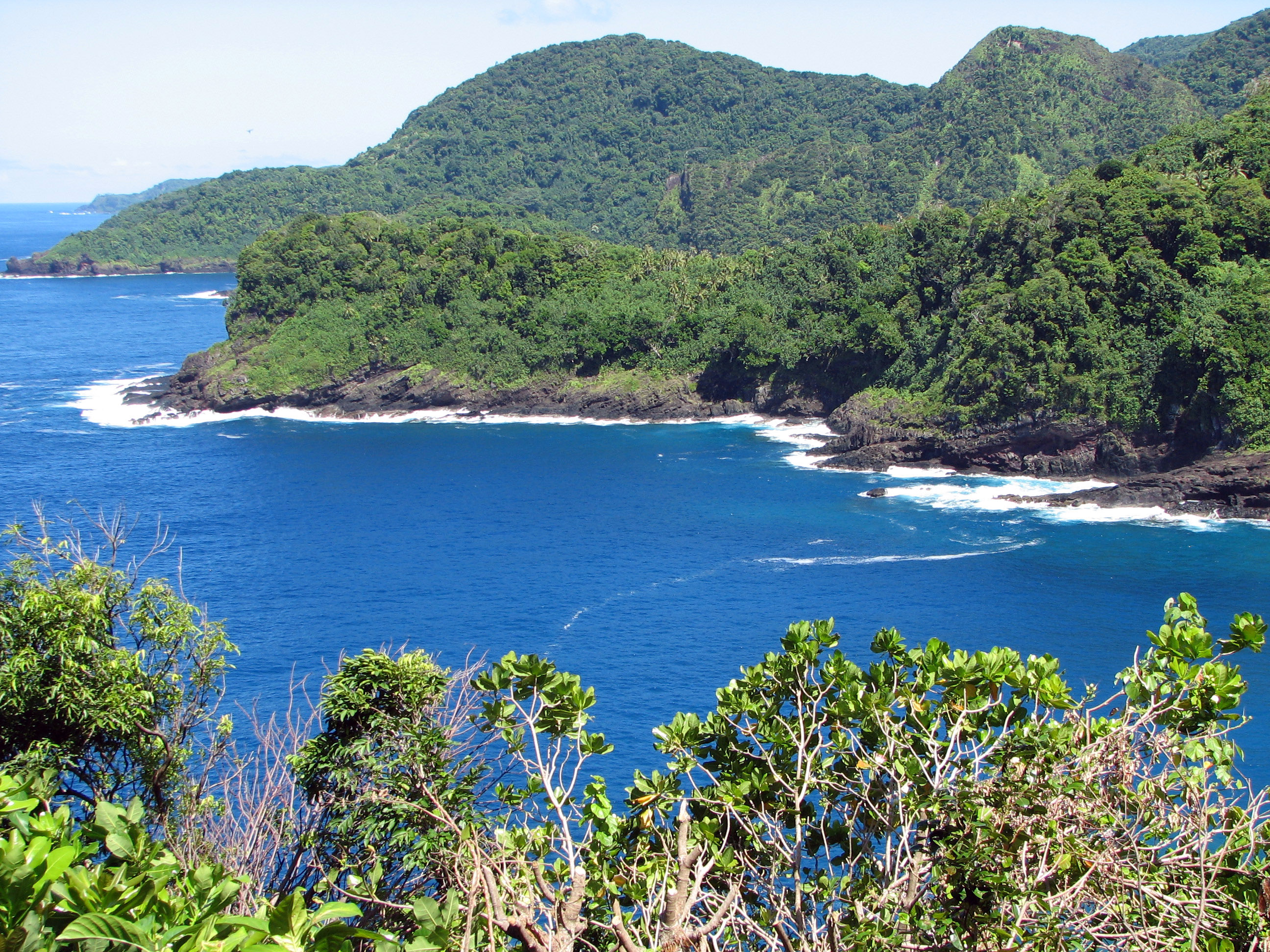
Plaża Amalu na wyspie Tutuila